# 샘 본
새뮤얼 아서 본(영어: Samuel Arthur Bohne, 출생 당시 성은 코헨(영어: Cohen), 1896년 10월 22일~1977년 5월 23일)은 미국의 프로 야구 선수로, 포지션은 2루수, 유격수, 3루수였다. 7시즌 동안 메이저 리그 베이스볼(MLB)의 세인트루이스 카디널스, 신시내티 레즈, 브루클린 로빈스에서 뛰었다.

## 어린 시절
새뮤얼 아서 코헨은 미국 캘리포니아주 샌프란시스코에서 루이스 코헨의 아들로 태어났다. 유대인이었기에 유대인스러운 코헨이라는 이름을 가졌으나, 프로 야구 경력에 있어 이러한 이름이 끼칠 영향을 고려해서 성을 본으로 바꾸었다.

## 선수 경력

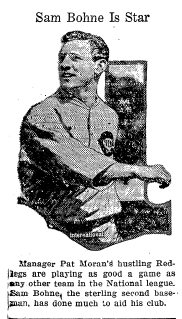
1923년 《이브닝 가제트》 기사에 실린 본의 모습

1915년과 1916년에 마이너 리그 베이스볼 팀인 퍼시픽 코스트 리그(PCL)의 샌프란시스코 실스에서 뛰었다. 1916년에 노스웨스턴 리그의 타코마 타이거스에서도 뛰었다. 1916년 세인트루이스 카디널스 소속으로 메이저 리그에 데뷔했으며, 당시 에드 시킹에 이어 내셔널 리그(NL)에서 두 번째로 어린 선수였다. 1917년 7월 1일, 추후 지명 선수(밥 베셔)와 패디 리빙스턴, 그리고 현금과 함께 아메리칸 어소시에이션 밀워키 브루어스의 마브 굿윈의 맞상대로 트레이드되었다.
1917년에는 아메리칸 어소시에이션의 밀워키 브루어스와 세인트폴 세인츠에서 뛰었다. 1919년에는 PCL의 오클랜드 오크스에서 뛰었으며, 이듬해에는 PCL의 시애틀 레이니어스에서 177경기에 출전해 타율 .333를 기록했다.
1921년부터 1926년까지 신시내티 레즈에서 뛰었다. 1921년에 26도루로 NL 4위, 3루타 16개로 이 부문 NL 6위, 98득점과 54볼넷으로 각 부문 NL 9위에 이름을 올렸다. 1923년에는 16도루로 NL 9위에 올랐다.
1926년에는 시즌 중 브루클린 로빈스로 이적해 시즌 대부분을 이곳에서 뛰었다. 1926년을 마지막으로 메이저 리그 커리어가 끝난 뒤에도 1927년부터 1929년까지 미니애폴리스 밀러스에서 뛰었으며, 1927년에는 23개의 도루를 기록했다.
메이저 리그 통산 7시즌 동안 663경기에 출전해 2315타수 605안타로 타율 .261, 309득점, 87개 2루타, 45개 3루타, 16홈런, 228타점, 75도루, 193볼넷, 출루율 .321, 장타율 .359를 기록했다. 통산 수비율은 .958를 기록했다.